# Lathrobium brunnipes
Lathrobium brunnipes är en skalbaggsart som först beskrevs av Fabricius 1793.  Lathrobium brunnipes ingår i släktet Lathrobium, och familjen kortvingar. Arten är reproducerande i Sverige.